# Stadion przy ulicy Tadeusza Kościuszki w Gdańsku

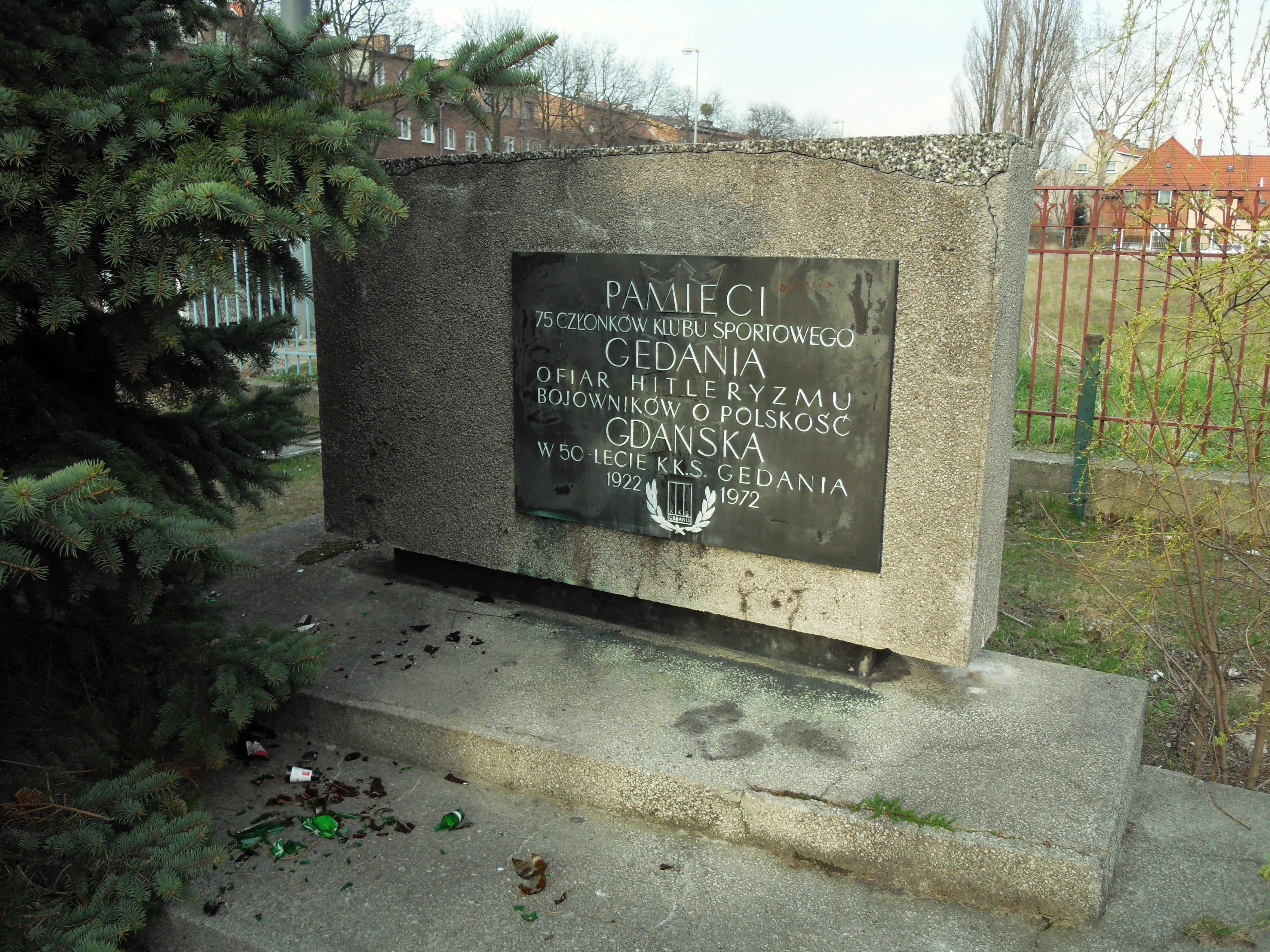
Pomnik na historycznym terenie klubu, upamiętniający 75 członków klubu zmarłych w czasie II wojny światowej. Tablica zdemontowana na przełomie 2012 i 2013 roku.

Stadion przy ul. Kościuszki 49 – stadion piłkarski w Gdańsku, w dzielnicy Wrzeszcz Dolny. Zlikwidowany na początku XXI wieku.

## Historia
Stadion zbudowano w 1926 roku na terenie tzw. Polenhof, czyli „polskiej kolonii” – kwartału ulic zamieszkanych przez Polaków w Wolnym Mieście Gdańsku. Wraz z sąsiadującą parafią św. Stanisława i Polskim Domem Akademickim „Bratniak” stanowił centrum aktywności polskiej we Wrzeszczu. W latach 1922–1939 na stadionie odbywały się rozgrywki sportowe (w tym polskiej drużyny piłkarskiej Sportklub „Gedania” E.V. in Danzig) oraz uroczystości patriotyczne.
Po reaktywacji w roku 1945 stadion był do 2006 roku miejscem treningów i rozgrywek klubu występującego jako Klub Sportowy Gedania. W latach siedemdziesiątych XX wieku w sąsiedztwie boiska zbudowano halę sportową gdańskiego MOSiR.
Od 2005 roku stadion został przekazany w użytkowanie klubowi KKS Gedania, a następnie Gedanii S.A. Od 2006 roku wyłącznym gestorem terenu jest spółka Gedania S.A., prowadząca drużyny siatkarskie Energa Gedania Gdańsk. Od tego czasu zaprzestano na stadionie działalności sportowej, zaś obiekty i teren ulegają systematycznej degradacji.
W 2009 roku przyjęto dla terenu klubu miejscowy plan zagospodarowania przestrzennego, ustalający w tym miejscu strefę ochrony konserwatorskiej i przesądzający przyszłe zagospodarowanie jako obiektu sportowego.
W latach 2012–14 zdemontowano halę sportową oraz trybuny i oświetlenie boiska piłkarskiego, zanotowano też pożary budynków klubowych, także rozprzestrzeniające się na sąsiednie budynki mieszkalne. W roku 2015 teren boiska piłkarskiego został przekształcony w nielegalne składowisko kruszyw, piasku i żwiru.
Działalność klubu jest od 2013 roku przedmiotem systematycznych protestów i wystąpień mieszkańców. Do protestów tych przyłączyły się władze miejskie Gdańska, jak również wszczęto procedury kontrolne, w wyniku których stwierdzono nielegalne składowanie i przetwarzanie odpadów. Teren stadionu został wpisany do rejestru zabytków w 2018, nr rej. A-1959. Natomiast położony obok stadionu budynek klubowy został wpisany do rejestru w 2021, nr rejestru A-1959.